# Námořnictvo Korejské lidové armády
Námořnictvo Korejské lidové armády (jinak též Severokorejské námořnictvo) je námořní složkou ozbrojených sil Korejské lidově demokratické republiky. Oproti konkurenčnímu námořnictvu Korejské republiky je výrazně menší a slabší. Jádro jeho sil představuje přibližně 70 ponorek různých typů. Doplňuje je několik menších fregat a korvet a dále velké množství raketových, torpédových a hlídkových člunů.

## Historie

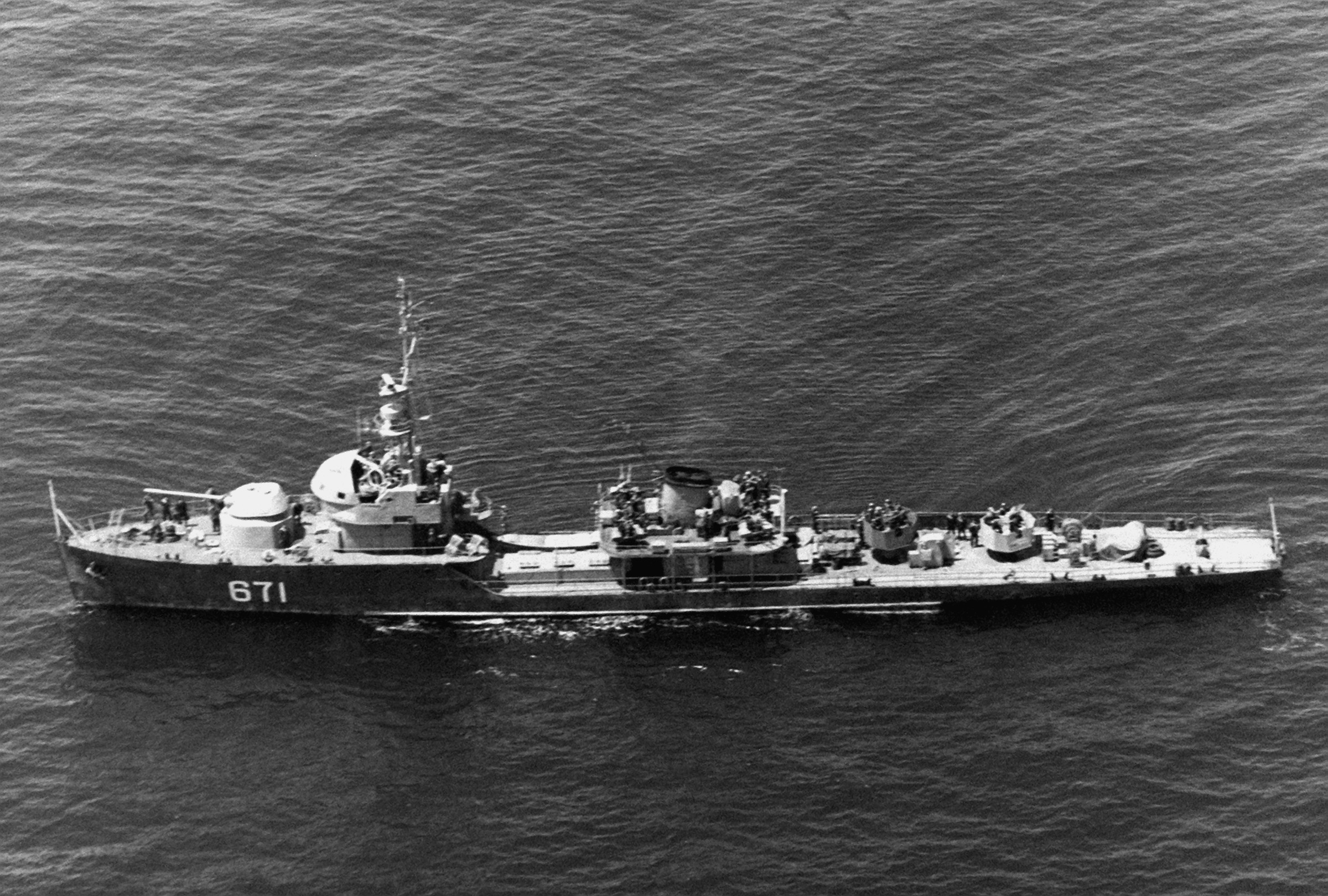
Sovětským svazem dodaná korveta projektu 53

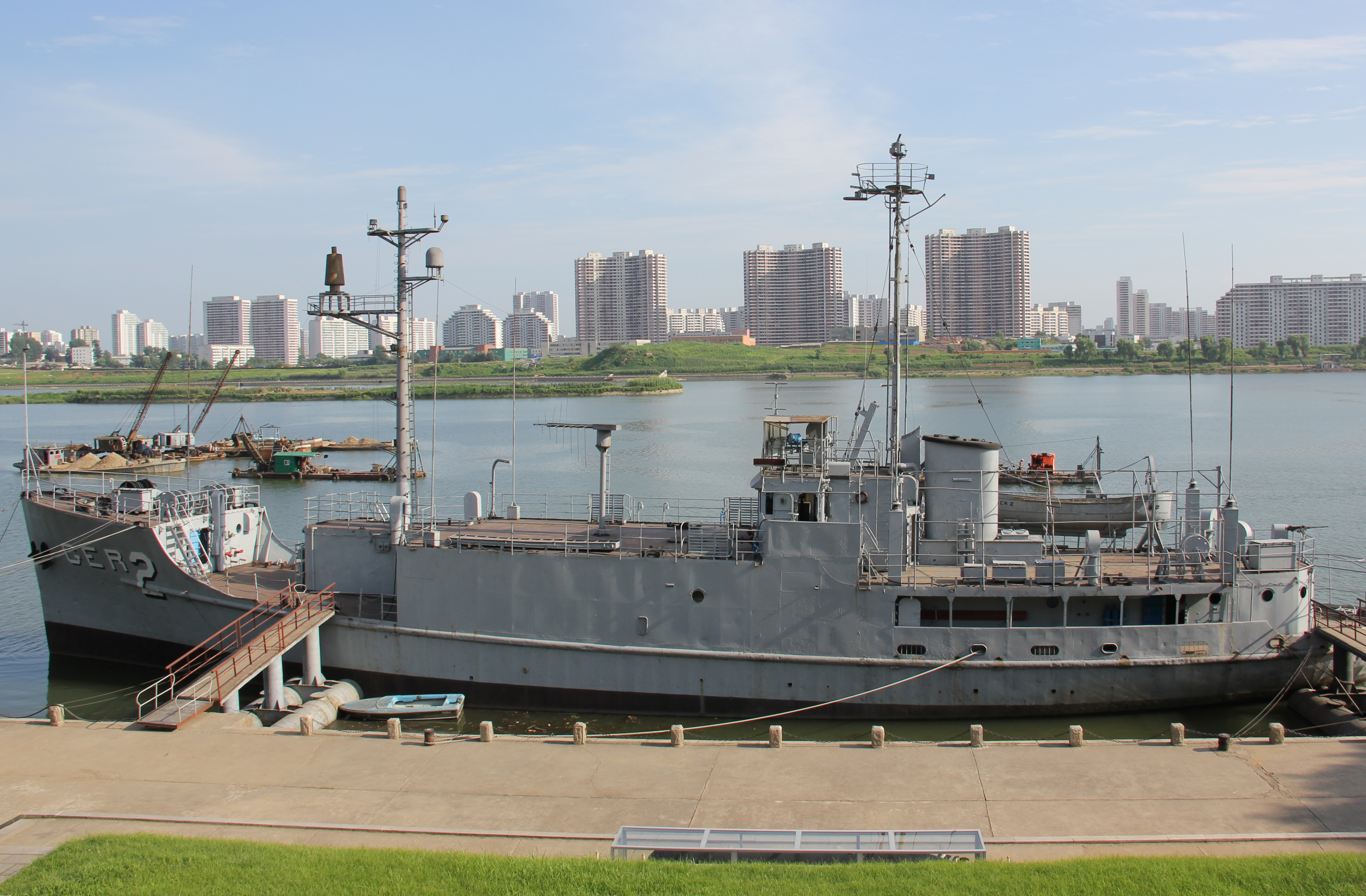
Zajatá americká špionážní loď USS Pueblo je zakotvena v Pchjongjangu jako muzejní loď

Korejský poloostrov zůstal po druhé světové válce rozdělen na sovětskou armádou osvobozený sever a americkou armádou osvobozený jih. Komunistická Severní Korea své námořnictvo založila roku 1946. Jeho hlavními podporovateli a dodavateli plavidel byly Sovětský svaz a Čínská lidová republika. V letech 1950–1953 se námořnictvo účastnilo korejské války. V 50. letech jádro severokorejského námořnictva tvořily malé útočné čluny, zejména torpédové čluny sovětských tříd P4 a P6. Doplňovalo je množství dalších torpédových člunů pocházejících z domácích loděnic. Sovětský svaz poskytl dvě minolovky projektu 53, které byly klasifikovány jako korvety.
V 60. letech námořnictvo posílily čtyři sovětské ponorky Projektu 613 (třída Whiskey). Domácí loděnice navíc dodaly čtyři korvety třídy Sariwon.
Dne 23. ledna 1968 severokorejské námořnictvo v mezinárodních vodách zajalo americkou špionážní loď USS Pueblo (AGER-2). Plavidlo bylo zabaveno a jeho posádka byla propuštěna po jedenácti měsících. Událost představovala závažný mezinárodní incident.
V 70. letech námořnictvo výrazně posílilo svou ponorkovou složku a zároveň získalo první větší hladinové jednotky z domácích loděnic. Čínská lidová republika mu v letech 1973–1975 poskytla sedm ponorek typu 033 (derivát sovětské třídy Romeo) a s její pomocí bylo v dalších letech postaveno dalších šestnáct ponorek přímo v Koreji. Domácí loděnice v letech 1973 a 1975 dodaly dvě fregaty třídy Najin.
V 80. letech pokračovala stavba ponorek typu 033 a zároveň začala stavba raketových člunů Projektu 183R (třída Komar) a Projektu 205 (třída Osa). Od 80. let byla dále zaznamenána existence několika typů miniponorek, nejspíše vyvinutých s jugoslávskou pomocí (od konce 60. let byla stavěna třída Yugo a od konce 80. let třída Yono). Celkově však tehdy námořnictvo zastarávalo a jeho schopnosti byly limitované. V 90. letech se špatná situace námořnictva ještě zhoršovala, neboť Severní Korea ztratila podporu zaniklého Sovětského svazu, měla závažné ekonomické potíže, včetně hladomoru v letech 1995–1999.
Za vlády Kim Čong-ila (1994–2011) se severokorejské námořnictvo zaměřovalo na stavbu miniponorek. Nejpočetnější byla třída Sang-O s výtlakem pod hladinou 370 tun. Ty měly narušit převahu konkurenčního námořnictva Korejské republiky, přičemž byly využívány i ke speciálním operacím. K nim se váže incident z 26. března 2010, kdy se po zásahu torpédem potopila jihokorejská korveta Čchonan (PCC-772). Mezinárodní vyšetřovací komise za viníka označila právě severokorejskou ponorku.
Po nástupu Kim Čong-una v roce 2011 se námořnictvo více zaměřilo na získání raketonosných ponorek. V roce 2014 se objevily první informace o raketonosné ponorce třídy Sinpo (uváděna je i třída Gorae) vyzbrojené jednou balistickou raketou umístěnou ve velitelské věži. V roce 2019 byl zveřejněn snímek další konvenční raketonosné ponorky, která vznikla přestavbou staré ponorky typu 033 (třída Romeo). Označována je jako Romeo Mod, Sinpo II, nebo Sinpo B. Její tři balistické rakety jsou rovněž uložené ve velitelské věži. V roce 2021 námořnictvo provozovalo odhadem 70 ponorek různých typů. Není přitom jasné, kolik jich je provozuschopných, neboť většina z nich vyplouvá jen zřídka. V roce 2015 však v rámci cvičení vyplulo plných 50 ponorek.
Po více než třiceti letech severokorejské námořnictvo získalo nové větší hladinové jednotky. V letech 2013–2014 to byly dvě korvety třídy Tuman a v letech 2015–2016 dvě korvety třídy Amnok.
Dne 6. září 2023 byla na vodu spuštěna a následujícího dne byla uvedena do provozu raketonosná ponorka třídy Sinpo-C Kim Kun Ok Jongung (841, což znamená hrdina Kim Kun Ok), která dle odhadů analytiků rovněž vznikla na základě třída Romeo a mohla by nést až deset raket.

## Složení

### Ponorky

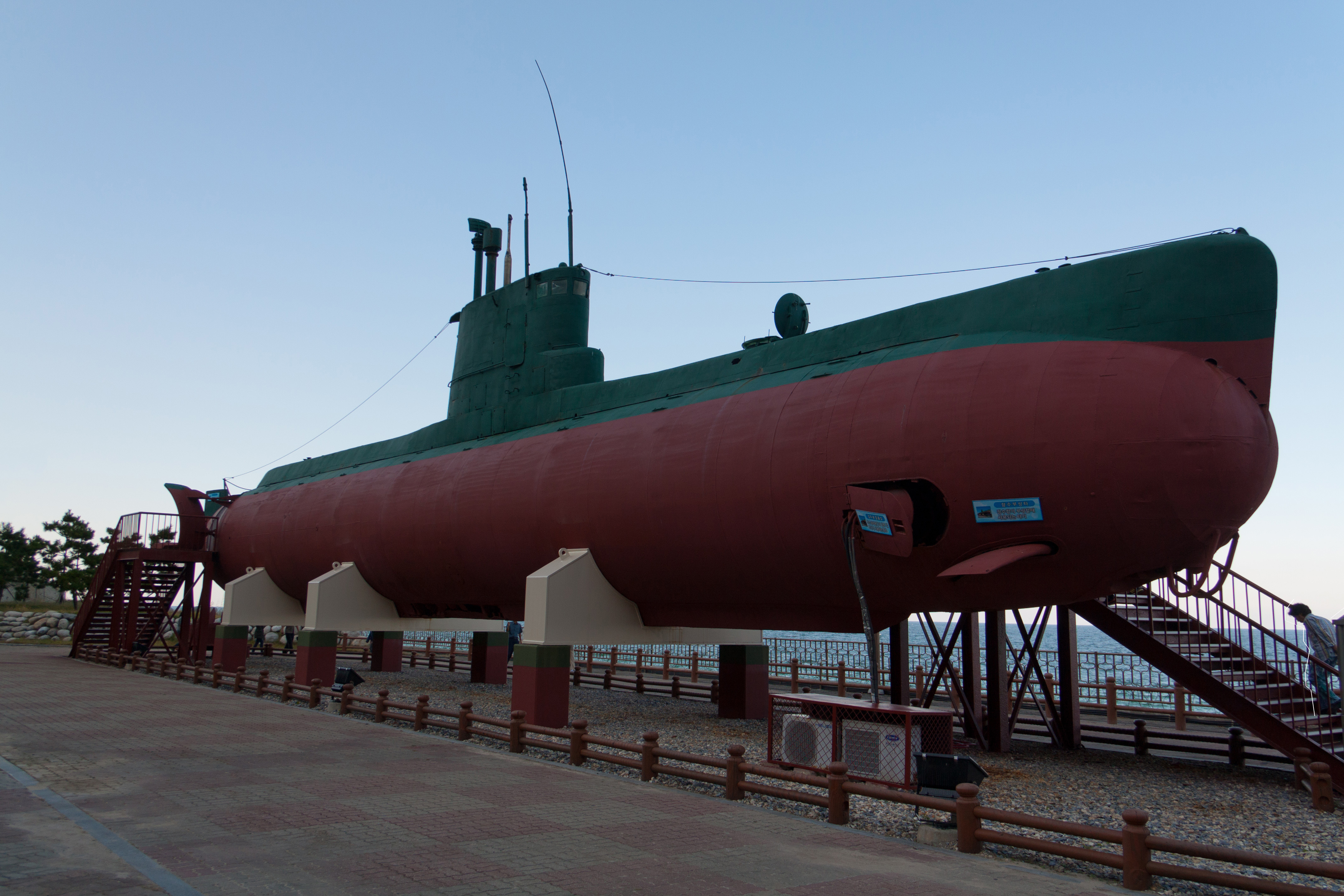
Ponorky třídy Sang-O

Raketonosné
- Třída Sinpo (1 ks)
- Typ 033 (třída Sinpo B) (1 ks)

Diesel-elektrické útočné
- Třída Sang-O II (2+ ks)
- Třída Sang-O (cca 40 ks)
- Typ 033 (až 19 ks)

Miniponorky
- Třída Yono (cca 10 ks)
- Třída Yugo

### Fregaty

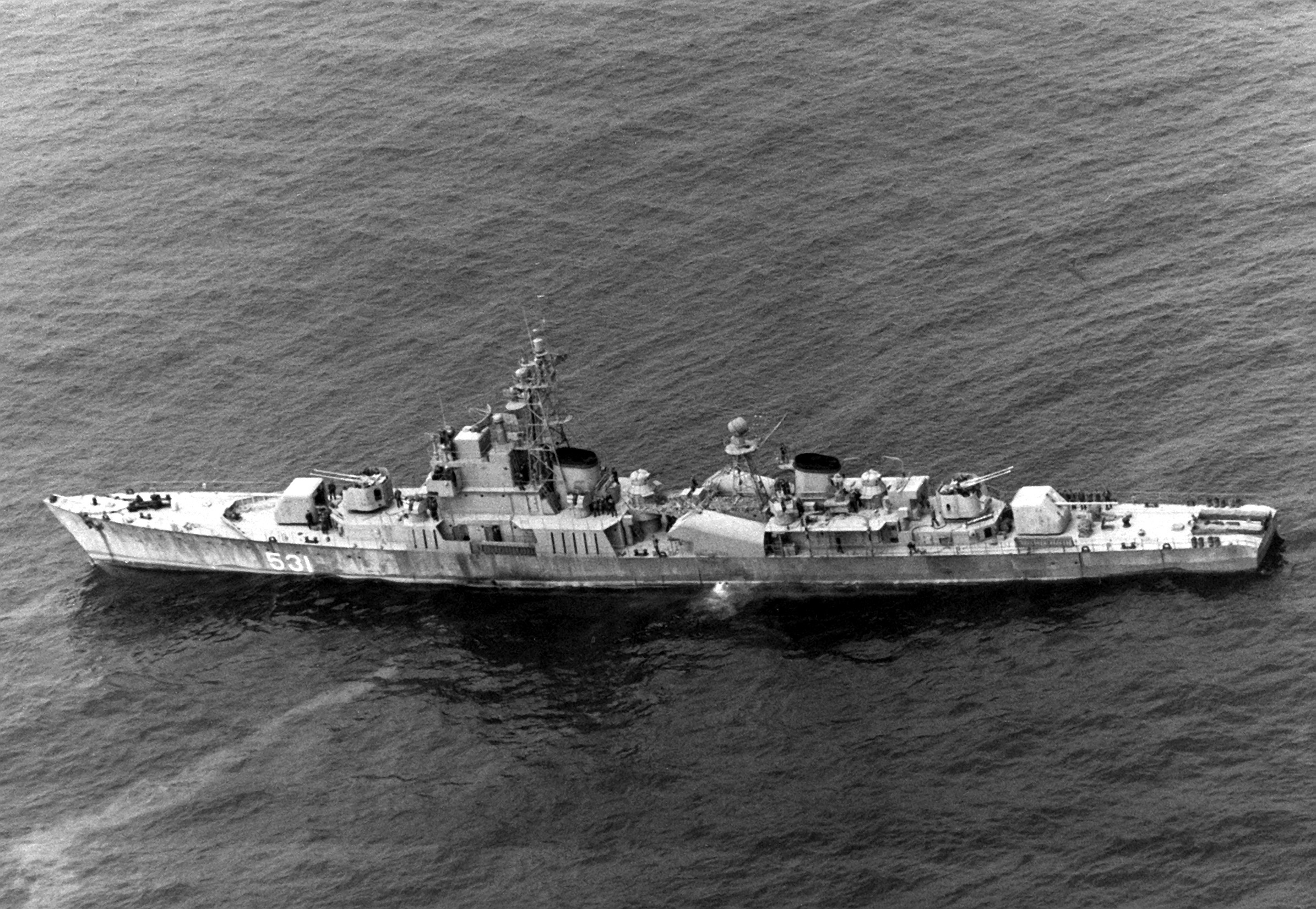
Fregata třídy Najin

- Třída Najin (2 ks)

### Korvety
- Třída Amnok (2+ ks)
- Třída Tuman (2+ ks)
- Třída Sariwon (4 ks)
- Projekt 53 (1 ks) – původně sovětská minolovka

### Raketové čluny
- Typ 021 / třída Huangfeng (4 ks)

## Plánované akvizice
- Třída Čchö Hjon (2 ks) – Raketové torpédoborce.[9]